# Monoxyl

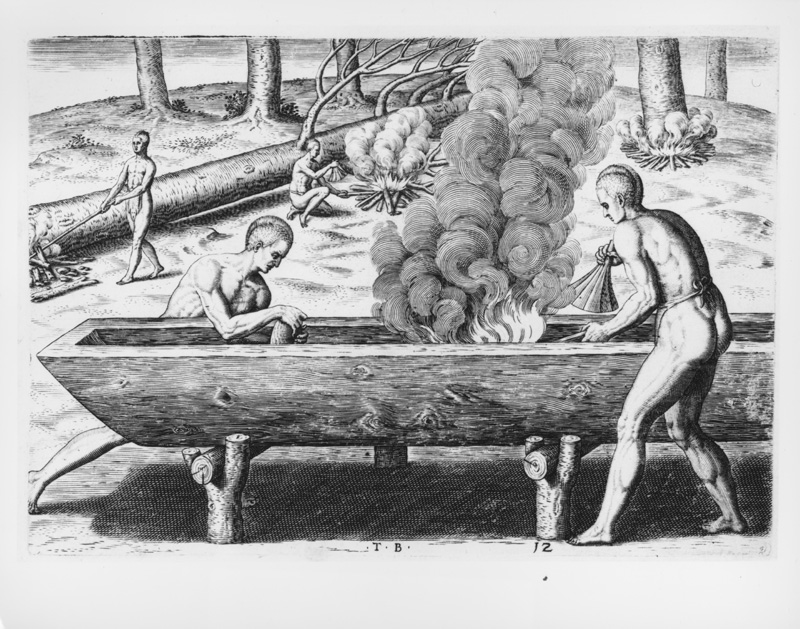
Indiáni při výrobě lodi z kmene stromu

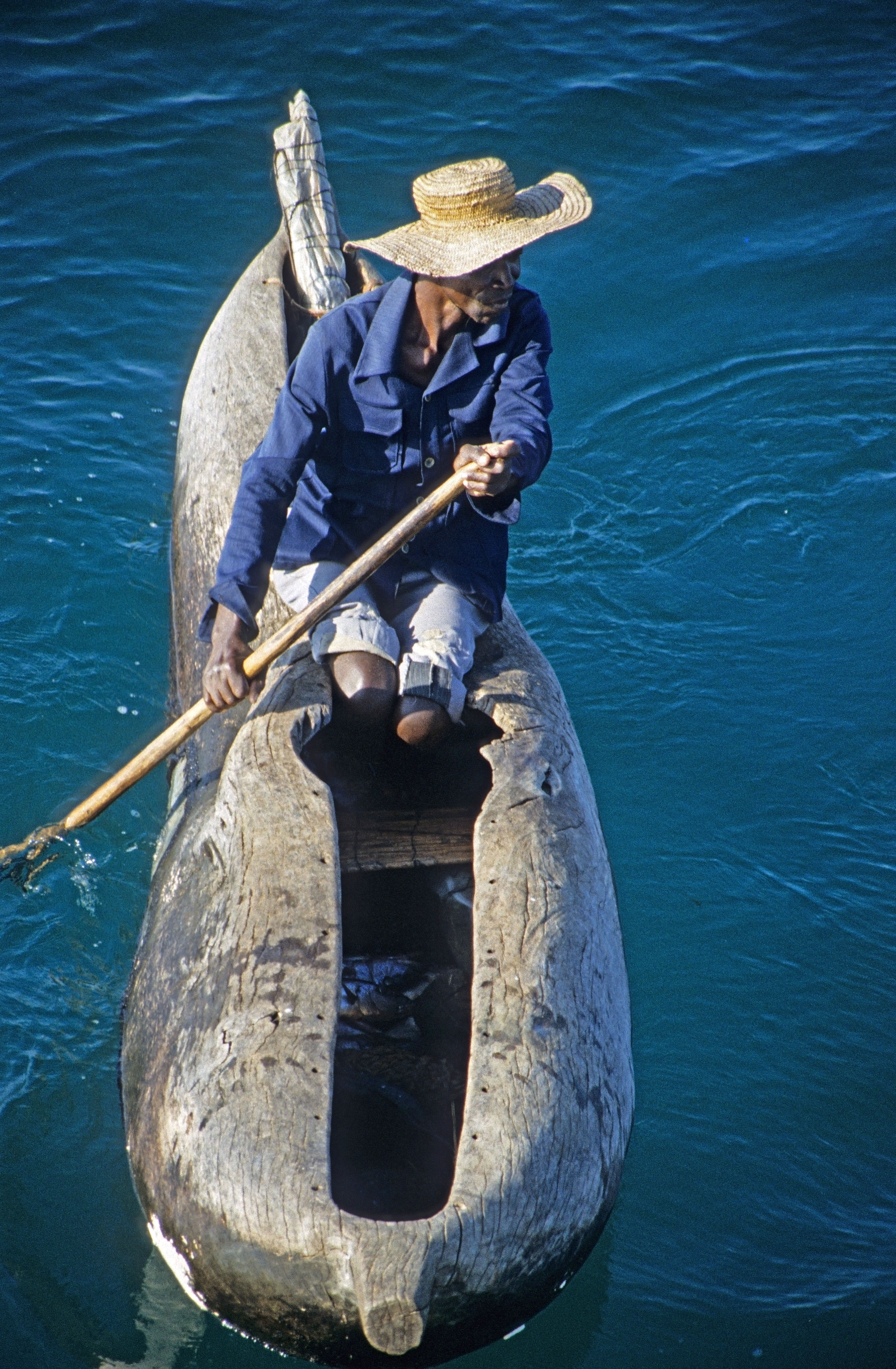
Monoxyl – kanoe na jezeře Malawi v Tanzanii

Monoxyl (z řeckého monoxylon – „loď vydlabaná z jednoho kmene“) je typ plavidla, používaný od pravěku do 19. století a u přírodních etnik v Africe nebo na Tichomořských ostrovech dodnes. Monoxyly hojně užívali například Keltové nebo staří Slované. Monoxyly, archeologicky doložené už od doby kamenné, jsou nejstarším typem lodí vůbec.

## Výrobní postup
Ke zhotovení monoxylu byl poražen příhodně velký kmen, zbaven kůry a zaoblen až zašpičatěn na obou koncích. Poté byl pomocí teslice vydlabán vnitřní prostor tak, aby zajistil dostatečný prostor pro posádku a náklad, ale aby přitom zůstaly dostatečně silné stěny. Ve starších dobách před zavedením kovových nástrojů se k vytvoření dutiny v kmeni používalo vypalování ohněm a dlabání pazourkem.
Pro plavbu na otevřeném moři mohl být monoxyl vybaven jedním nebo dvěma vahadly – podlouhlými kmínky, připevněnými pomocí dlouhých tyčí rovnoběžně s osou trupu.

## Archeologie
Většina archeologických nálezů monoxylů pochází z povodní a teprve z let 1950–2010, protože ve starších dobách jim nebyla věnována dostatečná pozornost, nebo nebyly považovány za tak staré. Nálezy se zachovaly díky příhodným přírodním poměrům v korytech řek nebo zatopených pískovnách, dřevo bývá zčásti zkamenělé. Experimentální plavby na nově zhotovených monoxylech se rozšířily od počátku 21. století.
Monoxyl zřejmě nebyl nejrozšířenějším typem lodi používaným na našich řekách. Lze předpokládat, že mnohem rozšířenější byla plavidla potažená kůží, jejichž technika výroby se dodnes zachovala například v Irsku (currach, coracle). Nebo možná plaňkové lodě, tedy lodě z planěk svázaných provazem (viz Dover Bronze Age Boat). Plavidla potažená kůží jsou ve 21. století stále rozšířena v zemích třetího světa. Pro svou jednoduchost a nízkou váhu jsou mnohem praktičtější než těžké dřevěné dlabané lodě. Přeprava těžké dřevěné lodi zpět proti proudu by byla jistě velmi namáhavá, také její ponor je výrazně větší. Provoz dlabaných lodí lze tedy předpokládat spíše na mírných úsecích vodních toků nebo na větších spíše stojatých vodních plochách. Monoxyly se zachovaly především díky masivu dřeva, které časem zkamenělo. Dochování jiných typů lodí je kvůli materiálu a většinou subtilní stavbě plavidla naprosto výjimečné.  

## Evropské nálezy

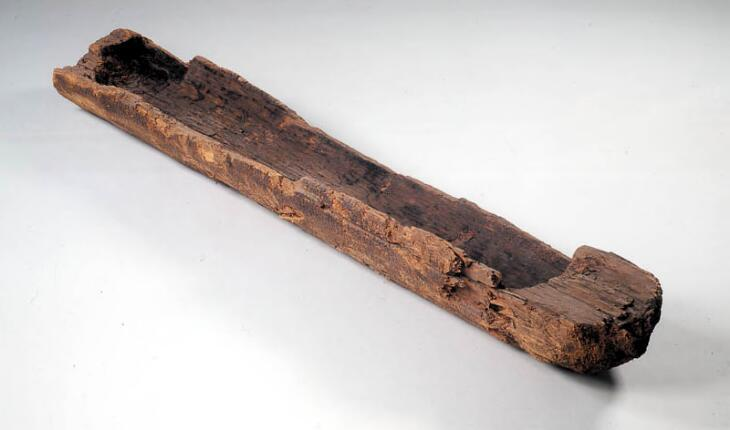
Nejstarší známý monoxyl nalezený v rašeliništi v Nizozemsku

Monoxyly se dochovaly především z území Německa, Francie, Velké Británie, ale i Švýcarska, Polska, Česka, Slovenska nebo Bulharska. Jejich počet dosáhl k roku 2018 kolem 50 exemplářů. Za nejdelší bývá považován monoxyl z Brigg v Lincolnshiru, který měří 14,8 metru. Za nejstarší (cca 8040–7510 př. n. l.) je označován monoxyl, který byl v roce 1955 nalezen při stavbě dálnice v rašeliništi u vesnice Pesse v Nizozemsku.

## České nálezy
- Dva monoxyly, delší pochází z území Kysuce a má délku 8 metrů[3], kratší byl vyloven z řeky Labe u Kolína, je pravděpodobně nejstarší v Čechách, oba ve sbírce Národního muzea v Praze, depozitář Terezín, v letech 2010–2012 byly konzervovány restaurátorem Ditrychem.
- Monoxyl z 11.–12. století, kanoe nalezená při regulaci břehu Labe u Smiřic roku 1952, vystavena v muzeu v Josefově. Po vyschnutí byla nakonzervována a na koncích stažena dvěma šrouby.
- Monoxyl vylovený z Labe u Labětína (okres Přelouč), nález pochází z roku 1957.[4]
- První monoxyl z řeky Jizery u Skorkova, nález byl publikován roku 1969.[5]
- Monoxyl keltské kupecké lodi starý 3000 let jeřábem vyzvedl ze zatopené pískovny při řece Moravě u Mohelnice v roce 1999 ředitel Vlastivědného muzea v Olomouci Jaroslav Peška.[6] Loď byla zakotvena mezi kůly pomocí úvazů a trčela z vody dnem vzhůru. Dřevo stromu (dubu) rostlo 200 let, má unikátní rozměry: délka 10,5 metru, šířka 1,05 metru a výška 0,6 metru. Síla dřeva je 4 až 18 centimetrů, váha 2 tuny. Zkušební vrt prokázal, že dřevo je uvnitř zkamenělé.[7] Vysychání dřeva a konzervování trvalo několik let a bylo ukončeno roku 2007.
- Druhý monoxyl z řeky Jizery byl nalezen po povodních v roce 2002 v řečišti Jizery u Skorkova, je vystaven v muzeu v Čelákovicích. Byl vyroben z kmene jedle bělokoré. Jeho přesné datování ještě není stanoveno. Zachoval se v délce 670 centimetrů, byl již konzervován.[8]